# Ayla (I figli della Terra)
Ayla è un personaggio immaginario, ed è la protagonista della serie di romanzi I figli della Terra di Jean M. Auel. È una donna Cro-Magnon che è stata cresciuta da una tribù di Uomini di Neanderthal. 

## Storia editoriale
Ayla rimane orfana all'età indicativa di circa cinque anni, dopo aver assistito alla distruzione del proprio campo a causa di un terremoto.
La bambina riesce a salvarsi perché in quel momento si era allontanata dalla tenda, presumibilmente mentre tutti dormivano, per giocare sul greto di un fiume poco distante, nuotando e raccogliendo sassolini.
Dopo aver assistito alla tragedia, ed istintivamente consapevole che tutto sia andato perduto - la tenda dove ipoteticamente dormivano i genitori sprofonda in una voragine, si suppone senza alcun sopravvissuto - la piccola si allontana, nel primitivo bisogno di cercare altri suoi simili.
Vagando sola, affamata ed impotente, la bambina arriva sopravvento ad un gruppo di leoni delle caverne, di cui il maschio la insegue, braccandola...la bimba si rifugia in una piccola caverna dove verrà ugualmente raggiunta e ferita alla gamba con una zampata che produrrà sulla sua coscia sinistra quattro grossi squarci che lasceranno cicatrici permanenti sulla piccina.
Sconvolta e con la ferita che ormai si è infettata, provocandole febbre alta ed uno stato confusionale, la bimba verrà trovata da un gruppo di Uomini di Neanderthal - il Clan dell'Orso delle Caverne - che deciderà, tramite la Donna Medicina, di accoglierla come una di loro.
Lì sarà chiamata Ayla, nell'impossibilità di comprendere il suo vero nome troppo articolato per il loro apparato vocale limitato, e crescerà sino all'adolescenza.

## Percorso
Nel corso dei sei romanzi della saga, Ayla affronterà molte prove che la porteranno da semplice orfana adottata dal Clan, a guida spirituale del suo nuovo popolo, gli Zelandoni, una delle tribù che il Clan definisce semplicemente "gli Altri", ovvero la nuova etnia "Cro-Magnon" che si stava diffondendo in un successivo salto evolutivo dopo l'etnia "Neanderthal".
- Ayla, figlia della Terra: Nel primo libro, osserviamo l'infanzia di Ayla, nel difficile percorso di integrazione in un nucleo umano profondamente diverso da quello dal quale lei ha avuto origine. Troppo piccola per cogliere la differenza profonda tra quelle che sono le usanze del Clan e quelle che sarebbero state le sue, Ayla comunque avvertirà sempre una certa "resistenza" verso le abitudini del Clan, patriarcali e repressive verso le donne, e pur facendo del proprio meglio faticherà spesso ad adattarvisi, spesso contravvenendo alle loro usanze in un'intima ribellione, che ne marcherà più di una volta la diversità. Sebbene amata dalla famiglia adottiva - lo sciamano e la guaritrice del Clan, che pur essendo fratello e sorella saranno per lei a tutti gli effetti un padre ed una madre - sarà guardata talvolta con sospetto dagli altri membri della tribù, fino a che le violenze ed i soprusi del figlio del capotribù, Brud, la costringeranno ad andarsene, lasciando dietro di sé suo figlio di tre anni.

|  | Lo stesso argomento in dettaglio: [[ Ayla figlia della Terra . |

- La valle dei cavalli: Giunta dopo molto vagare in una valle rigogliosa e pacifica, Ayla sperimenta per la prima volta l'isolamento definitivo - nella vita con il Clan per due volte aveva vissuto da sola, ma per brevi periodi - e la messa in prova delle sue capacità individuali. La sopravvivenza sarà la sua scuola, che la spingerà ad affinare le proprie doti ed a farsi coraggio anche quando dovrà provvedere a sé stessa senza l'aiuto di un gruppo sul quale fare affidamento. Durante il suo esilio, la giovane donna imparerà molte tecniche di sopravvivenza, spesso spinta solo dalla curiosità e dal desiderio di sperimentare, conquiste che oltre a facilitare la sua vita quotidiana, le creeranno un domani un notevole prestigio tra i suoi simili. Inoltre, sognerà per la prima volta un uomo come lei, un uomo degli Altri, del quale non riuscirà a vedere l'aspetto, ma solo i capelli, che le appariranno biondi, come i suoi. La solitudine la spingerà ad osservare meglio gli animali, ed a prendere con sé prima una puledrina, Hinni, e poi un cucciolo di Leone delle Caverne, Piccolo. Dopo quasi tre anni di vita da sola, soccorrerà Giondalar, un uomo degli Altri, che rimarrà ferito dopo essere entrato con il fratello - che lì troverà la morte - proprio nella tana di Piccolo, ormai grande ed indipendente. Per Ayla, Giondalar significherà l'incontro prima con l'attrazione e poi con l'amore, ma anche il primo confronto con il mondo de "gli Altri".

|  | Lo stesso argomento in dettaglio: [[ La valle dei cavalli . |

- Gli eletti di Mut: Presso i Cacciatori di Mammut, Ayla si confronta per la prima volta con un gruppo di "Altri" e con la loro struttura sociale, basata prevalentemente - a differenza di quella del Clan - sul matriarcato. Le sue origini insolite e la sua anomala esperienza di vita e di crescita spesso tracceranno un profondo solco tra lei e quello che dovrebbe essere il suo popolo, ma sarà l'incontro con uomo collegato al suo passato, a renderla profondamente consapevole di quanto lei sia diversa da tutti, anche dai suoi simili, grazie anche ad una nuova esperienza di viaggio interiore tramite la radice sacra del Clan, che aprirà ulteriormente la sua percezione mentale nei confronti del futuro che attende la sua specie. Sarà causa di grande dolore per lei apprendere il profondo disprezzo che alcuni degli "Altri" nutrono verso la gente del Clan, definita "I Testapiatta", e verso i bambini frutto dell'unione delle due specie, come suo figlio Durc, chiamati "di Spiriti Misti". Nel corso della sua permanenza tra i Mamutoi, Ayla verrà adottata da questo popolo che imparerà ad amarla come una di loro, tramite il loro sciamano Mamut che - come era accaduto con Creb, il Mog-Ur - arriverà a considerarla una figlia. Inoltre, avrà uno scontro molto difficile con Giondalar, ancora segnato dai pregiudizi nei confronti del suo popolo adottivo, che per un attimo sembrerà mettere fine al legame tra i due giovani. Ma l'amore, anche stavolta, avrà l'ultima parola.

|  | Lo stesso argomento in dettaglio: [[ Gli eletti di Mut ]] . |

- Le pianure del passaggio: Ayla e Giondalar intraprendono a ritroso il viaggio attraverso l'Europa glaciale, diretti alla dimora di Giondalar, la terra degli Zelandoni, dove i due giovani desiderano "stringere il nodo" e stabilirsi per sempre, formando una famiglia. L'incontro con molte tribù sparse lungo le sponde del Danubio - il Fiume della Grande Madre - darà ai due giovani vari spunti di riflessione e nuove occasioni di scoperta, ma metterà anche alla prova la forza del loro legame e delle loro convinzioni, rafforzando così il sentimento che li lega. Sebbene siano molte le offerte che li pregano di fermarsi con alcune tribù incontrate lungo la strada - come gli Sciaramudoi, popolo che aveva adottato il fratello di Giondalar, Tonolan, nella prima parte del viaggio che l'aveva condotto fino ad Ayla - entrambi decidono sempre di riprendere la strada verso le terre Zelandoni, non prima comunque di aver dato il proprio aiuto ove necessario e di aver lasciato un buon ricordo di sé. Le loro capacità, specialmente l'ascendente di Ayla sugli animali e la sua padronanza di alcune tecniche particolari, spesso creano attorno a loro un'aura di timore mistico, sebbene Ayla per prima cerchi di spiegare in modo razionale determinate dinamiche, ottenendo non sempre il risultato desiderato. Una volta giunti finalmente a destinazione, Ayla riconoscerà la Nona Caverna degli Zelandoni, casa effettiva di Giondalar, come il luogo spesso apparso nelle sue visioni, terra d'origine del Clan dell'Orso delle Caverne stesso, e come il luogo al quale lei è destinata ad appartenere.

|  | Lo stesso argomento in dettaglio: [[ Le pianure del passaggio ]] . |

- Focolari di pietra: Arrivati alla Nona Caverna, la residenza di Giondalar, Ayla si scontra ora con un popolo che dovrà diventare il suo, e nel quale trova per la prima volta non solo l'ostilità per le sue origini insolite, ma anche l'invidia - specialmente da parte delle donne, ma non solo - per le sue capacità e per la sua bellezza. Approvata sin da subito da Martona, madre del suo compagno, e dalla famiglia di Giondalar, verrà apertamente osteggiata da Marona, ex promessa sposa di Giondalar, e maturerà un rapporto ambivalente con la sciamana degli Zelandoni, Zelandonai, che avvertendo le sue capacità psichiche e notando le sue molte qualità come guaritrice e le sue capacità di persuasione - come quando la ragazza riuscirà ad organizzare le giovani madri della tribù per evitare che una bambina sia tolta alla famiglia di origine per mancanza di latte nella madre biologica - desidererà attirarla nella cerchia dei guaritori, per non rischiare che diventi elemento di disturbo, rimanendone all'esterno, per i suoi membri e per la stabilità sociale stessa degli Zelandoni. Nel corso della storia, Ayla inizierà anche a comprendere le origini dell'ostilità degli "Altri" verso il Clan, ed a capire meglio il senso delle sue visioni. Il volume si conclude con la nascita della figlia di Ayla, concepita con Giondalar durante l'ultima parte del viaggio verso casa, e della piccola Nuvola, la seconda figlia di Hinni.

|  | Lo stesso argomento in dettaglio: [[ Focolari di pietra ]] . |

- La terra delle caverne dipinte: Ormai madre della piccola Gionayla ed accolita di Zelandonai, Ayla compie nell'ultimo volume della saga il difficile percorso verso la carica di Zelandonai, alla quale sembra inevitabilmente destinata. Tentando di conciliare i doveri di madre e di compagna con gli impegni e gli obblighi che questo ruolo comporta, la donna attraversa un periodo di confusione e di incertezza che, unitamente alla gelosia ed al senso di abbandono provato dal compagno Giondalar, sempre più solo nel proprio ruolo di padre e di marito di una donna che pare avere un destino impossibile da contrastare, la porteranno poi al dolore di vedersi tradita - Giondalar cederà alle lusinghe, durante un'assenza di Ayla, della sua ex fiamma Marona, rimasta in attesa fino a quel momento della vendetta per l'abbandono subìto anni prima - ed alla disperazione per un aborto spontaneo avvenuto in seguito ad una visione profetica che la eleverà definitivamente al ruolo di Zelandonai. Stremata dai sacrifici e dal duro prezzo pagato per trovare finalmente la propria identità, Ayla compirà un ultimo viaggio interiore che la porterà quasi a perdersi, ma sarà l'amore di Giondalar, assieme alla rivelazione di un mistero che cambierà la storia dell'uomo, a riportarla dalle persone che ama ed al futuro finalmente luminoso che la attende.

|  | Lo stesso argomento in dettaglio: [[ La terra delle caverne dipinte ]] . |

## Aspetto fisico
Ayla è descritta alta, con lunghi capelli di un biondo intenso, occhi grigio-azzurri di un colore simile alla selce nuova, un po' a mandorla, viso ovale, zigomi marcati ed un corpo ben armonizzato.
Ovviamente più alta delle donne del Clan, è molto snella ma con una buona muscolatura, ed è molto forte.
Per la prima parte della storia - primo libro - Ayla è in genere definita "alta, grossa e brutta" oltre che "poco femminile", poiché per gli standard fisici del Clan, con le loro gambe arcuate ed il torace a botte, prominente nelle donne, la ragazza sin dall'infanzia risulta assai poco attraente.
Altro elemento che la fa ritenere "brutta" è la fronte alta - assente nel Clan, che invece la ha sfuggente - che assieme al naso piccolo e delicato, la porta ad essere descritta come "pallida, con la faccia piatta".
In realtà, a partire da Giondalar - secondo libro - quasi ogni personaggio maschile nella serie trova Ayla incredibilmente bella, e sono in moltissimi a tentare di sedurla, ma lei, basandosi sull'opinione della gente che l'ha cresciuta, non supererà mai del tutto questo suo ritenersi poco attraente, e non arriverà mai a maturare la vanità che forse il suo aspetto, se fosse cresciuta con il suo popolo di origine, le avrebbe procurato.
Una parola usata frequentemente per descriverla tra i popoli con i quali entra in contatto è "esotica", che indica che sembra sempre un po' straniera a chiunque la incontri, poiché i suoi tratti non ricalcano quelli di nessun popolo con il quale, durante il viaggio verso le terre Zelandoni, la ragazza viene in contatto.

## Carattere della personalità
Ayla è una donna forte, volitiva e generosa. 
Vissuta con un popolo dove erano i gesti a contare assai più che le parole, ha maturato negli anni una profonda capacità di compassione e di prendersi cura del prossimo.
Spontanea ed incapace di mentire, a volte si trova in difficoltà nell'arte della dissimulazione, in quanto l'uso di un linguaggio prettamente gestuale le ha impedito di comprendere ed apprendere il concetto di menzogna.
Di carattere talvolta collerico, quando agisce d'istinto tende a volte a degli errori di giudizio, cosa che spesso la mette in difficoltà nei rapporti con gli altri.
Ayla ha un unico, vero punto debole, non regge assolutamente l'alcool.
Assumendo bevande prodotte tramite fermentazione infatti, la giovane tende a perdere velocemente controllo e raziocinio, trovandosi talvolta in situazioni difficili da gestire.
Poiché scopre rapidamente che solo con Giondalar riesce a provare determinate sensazioni, e che l'uomo soffre all'idea che lei scelga altri uomini per condividere il "Piacere", nel corso del tempo deciderà di dividere l'amore fisico esclusivamente con lui, cosa che le attirerà spesso odio e rivalità, sia dagli uomini che la desiderano, sia dalle donne che desiderano il suo compagno.
Sebbene intenda il "Piacere" come un bisogno più maschile che femminile, pensiero legato al retaggio della sua vita con il Clan che lo vede come una necessità del maschio ove la donna è tenuta ad accettare che l'uomo desideri dividerlo con altre donne, si scoprirà gelosa di Marona e questo provocherà una frattura tra lei e Giondalar, che rischierà di concludersi in tragedia.
Rimane comunque una donna di grande generosità, gentilezza ed empatia, e nel corso della storia saranno assai pochi quelli che non arriveranno a volerle bene.

## Caratteristiche fisiche
Oltre ad essere molto bella, Ayla è anche molto forte ed agile, qualità che spesso le saranno utili nel corso degli anni.
- Corsa: Ayla è molto veloce, grazie alle gambe lunghe ed alla forte muscolatura. A cinque anni, la sua velocità in corsa le ha permesso di scampare, anche se per un soffio e ferita, all'attacco del Leone delle Caverne che l'ha segnata. Questa sua caratteristica è stata ereditata in parte dal figlio Durc, che pur avendo le gambe arcuate, le ha comunque più lunghe e dritte del resto dei bimbi del Clan, cosa che gli consente velocità fin da quando inizia a camminare.
- Nuoto: sin dall'infanzia, Ayla nuota molto bene, infatti nelle prime righe del romanzo si specifica che "aveva imparato prima a nuotare che a camminare". Questa caratteristica, ovviamente indispensabile in un mondo ricco di corsi d'acqua da attraversare, non è condivisa dal suo popolo di adozione, il Clan dell'Orso delle Caverne, che guarderà al suo amore per l'acqua sempre con perplessità ed a volte anche con disapprovazione. Gli Uomini di Neanderthal infatti, avevano corpi massicci e pesanti, contrariamente alla struttura leggera ed aerodinamica dei Cro-Magnon, cosa che non consentiva un facile galleggiamento e che li rendeva guardinghi nei confronti dei corsi e degli specchi d'acqua, specie se profondi. L'opinione del Clan riguardo alla passione di Ayla per il nuoto cambierà radicalmente quando la ragazzina, grazie alla proprie capacità di nuotatrice, salverà la piccola Ona, una bimba del Clan di un anno più grande della sorella Uba, dall'annegamento.
- Forza Fisica: poiché il suo fisico è più leggero e per certi versi più delicato, rispetto a quello del popolo che l'ha adottata, Ayla da bambina era considerata magra e debole. Per poter quindi sviluppare l'efficienza domestica richiesta alle donne del Clan, delegate alla gestione dell'intera vita quotidiana della caverna, anche con compiti molto pesanti, Ayla è diventata eccezionalmente forte come donna degli Altri, al punto da essere in grado, con uno sforzo relativamente ridotto, di spezzare un osso umano a mani nude, e di raddrizzare allo stesso modo una frattura scomposta.
- Equitazione: quando Hinni cresce, Ayla impara gradualmente a cavalcarla, imparando a dirigerla con i movimenti del corpo, senza bisogno di usare dei finimenti - che Giondalar invece metterà a punto per Vento. L'abilità e l'affiatamento di Ayla ed Hinni, nel corso dei romanzi, diventano tali, che spesso la donna e la puledra, specie se a distanza, sembrano una creatura sola.
- Caccia: nel Clan, Ayla è l'unica donna alla quale sia consentito cacciare. Da ragazzina, ha assistito ad una dimostrazione con la fionda, presso il campo di addestramento nell'uso delle armi degli uomini, attorno al quale stava raccogliendo, non vista, della corteccia di ciliegio, ed ha provato il desiderio di provarci lei stessa. Dopo un lungo addestramento individuale, è diventata un'eccellente cacciatrice, soprattutto con l'uso della fionda, ma anche nell'uso della lancia.
- Pesca: Ayla è una pescatrice eccellente, e sa prendere i pesci a mani nude, abilità appresa nella sua vita con il Clan, che non conosceva l'utilizzo delle canne da pesca, ma usava solamente le reti a strascico nelle acque basse.

## Caratteristiche intellettive
Sin da bambina, Ayla si dimostra una bambina molto intelligente ed intuitiva.
Sebbene non le sia familiare infatti, impara rapidamente il linguaggio gestuale del Clan, in modo da poter comunicare con il popolo che l'ha allevata.
Non possedendo le "memorie" - i ricordi ancestrali del Clan, ereditati dalle generazioni precedenti e trasmessi in eredità a quelle successive - che da piccola la rendono incapace di imparare le cose al primo tentativo, come invece accade agli altri bambini del Clan, Ayla inizialmente viene considerata dal popolo che la adotta lenta e talvolta stupida, cosa che la spingerà a sviluppare ulteriormente la sua già notevole intelligenza, e che la renderà in grado di imparare qualsiasi cosa dopo una sola dimostrazione.
Poiché il linguaggio del Clan, oltre che sui gesti delle mani, si basa su pose, atteggiamenti e movimenti volontari ed involontari che diventano parte integrante del linguaggio stesso, Ayla, grazie ai movimenti del corpo di chi le parla, è in grado di comprendere con assoluta precisione se la persona davanti a lei è sincera, o se sta mentendo.
Questa sua caratteristica le è spesso utile, per valutare le persone con cui entra in contatto, ed intuirne le intenzioni.
Quando viveva da poco con il Clan, Creb rimase sbalordito dalla sua capacità di far di conto, che lo sciamano ci aveva messo anni, ad apprendere, mentre la bambina ci riesce in pochi minuti, eseguendo una semplice sottrazione.
Le capacità di osservazione, sintesi, intuizione e ragionamento, permetteranno ad Ayla di mettere a punto moltissime tecniche fino a quel momento sconosciute, di apprendere velocemente gli usi e le tecniche dei popoli con i quali verrà in contatto, ed anche di colmare, da bambina, le lacune causate dal mancato possesso delle "memorie", consentendole di sviluppare una memoria eccezionale ed una straordinaria abilità nell'imparare nuovi linguaggi, trovandone le radici comuni. 
Una delle più importanti intuizioni di Ayla è il concetto che il maschio ha qualcosa a che fare con il concepimento dei bambini. 
Le persone del Clan ritengono che la gravidanza e la nascita siano una questione di scontro tra gli spiriti dei Totem maschili e femminili, mentre per gli Altri si tratta di una mescolanza tra lo spirito della donna e quello dell'uomo.
Sin dalla nascita di Durc, che riporta le caratteristiche somatiche di entrambe le specie, Ayla sospetta che tutto questo abbia invece qualcosa a che fare con il sesso e con l'accoppiamento, ed arriva a pensare che si tratti di una combinazione delle essenze fisiche - i fluidi biologici - maschili e femminili mischiate nel corso dell'atto sessuale.
Questa sua intuizione verrà confermata nella visione che la consacrerà per sempre al ruolo di Zelandonai.

## Caratteristiche psichiche e sogni profetici
Quando Ayla assiste alla cerimonia sacra dei Mog-Ur, e beve il liquido ottenuto dalla macerazione della pianta sacra al Clan - pianta dalle elevate capacità psicotrope - entrando poi in contatto telepatico con Creb, Ayla sviluppa una notevole percezione extrasensoriale che le dà la capacità di intuire i sentimenti degli altri - cosa che si somma alla capacità di osservazione gestuale e posturale appresa nella sua vita con il Clan - e di avere visioni profetiche, legate spesso ad avvenimenti passati e futuri ai quali lei non potrà ovviamente assistere, ma che sa essere legate al destino dei due popoli, il Clan dell'Orso delle Caverne e gli Altri.
Nel corso della storia, la ragazza avrà modo, tramite queste visioni, di comprendere quale sarà il cammino della sua specie, e di comprendere meglio sé stessa.
- Il Terremoto: quando è scossa, spaventata o preoccupata, Ayla sogna spesso la "sensazione" del terremoto. Tale sogno, ovviamente non profetico in quanto non annuncia un terremoto vero e proprio, in genere comunque presagisce un momento di difficoltà, quando non una vera e propria disgrazia. È un sogno che spaventa molto Ayla, in quanto la sensazione la riporta, inconsciamente, al trauma della perdita della sua famiglia d'origine.
- Il Leone delle Caverne: sempre nei momenti di tensione, Ayla sogna anche l'attacco di un leone mentre lei si trova in uno spazio angusto. La visione, che ovviamente è la rielaborazione inconscia dell'attacco che subì da bambina, in genere preannuncia cambiamenti, in questo caso non sempre negativi.
- La Pietra che Cade: durante la visione avuta con Creb al raduno dei Clan, Ayla vede una valle con un grande masso erratico che pare bloccato nell'atto di cadere, di un materiale diverso da quello che lo circonda, giunto lì forse durante un movimento tellurico. Questa visione rimarrà per Ayla un mistero fino al suo arrivo nelle Terre Zelandoni, quando riconoscerà la Pietra che Cade come il luogo indicato dal suo Totem per quella che diventerà la sua dimora definitiva.
- Il Futuro: sempre nella visione avuta con Creb, Ayla vede uno scorcio della modernità, con aerei - grandi uccelli che volavano senza battere le ali - autostrade - lunghi serpenti di pietra - ed automobili - strani animali che le percorrevano a grande velocità. Visione ovviamente incomprensibile per lei, troppo giovane, sarà il segno per Creb, rimasto indietro, che il Clan è destinato all'estinzione, e che il futuro del mondo appartiene alla nuova specie, gli Altri.
- L'Uomo Biondo: quando vive sola nella valle dei cavalli, Ayla sogna il leone delle caverne, nelle vesti di Piccolo, ed un uomo dai capelli biondi, anche se non ne vede il volto. Il sogno, naturalmente, presagisce l'attacco di Piccolo a Giondalar, ed il suo incontro con Ayla.
- La Madre Bionda: quando già Giondalar vive con lei nella piccola grotta della valle, Ayla sogna sua madre, una donna con i capelli biondi che le somiglia molto, nell'atto di tenderle le braccia e che le promette aiuto. Al risveglio scopre di parlare la lingua di Giondalar, fino a quel momento appresa solo nella terminologia essenziale, con fluidità e velocità, persino nei modi di dire. Il sogno, ove compaiono anche il Leone delle Caverne e Creb che le parla con il linguaggio dei segni del Clan, in qualche modo "sblocca" il trauma subito da bambina, quando dovette scordare la lingua vocale per imparare ad adattarsi a quella gestuale del Clan per poter sopravvivere, facendo intuire che durante l'apprendimento della lingua Zelandoni, il suo cervello era riuscito ad elaborarne lo schema, comprendendolo senza che lei se ne rendesse conto.
- I Due Fratelli: nella sua permanenza con i Mamutoi, Ayla sogna Durc ed un altro figlio, biondo e presumibilmente avuto da Giondalar, nell'atto di attaccarsi, come se volessero uccidersi. Sebbene Mamut la rassicuri sul fatto che le visioni non corrispondono mai alla vita reale, Ayla è terrorizzata dall'idea che un figlio suo e di Giondalar potrebbe un giorno uccidere Durc, magari ignorando la sua origine. Tale sogno si rivelerà nella sua apparenza privo di fondamento, in quanto da Ayla e Giondalar vediamo nascere solo una bambina, Gionayla. Secondo il ragionamento di Creb e per estensione di Mamut, il sogno potrebbe presagire la fine del Clan per mano - anche se involontaria - degli Altri - in quanto specie più evoluta ed adattabile ai cambiamenti - ma anche le ostilità tra le due specie, che Ayla farà di tutto per appianare presso ogni popolo che si troverà a visitare.
- La Madre e l'Essenza: quando si accinge a diventare Zelandonai, Ayla sogna la Madre nell'atto di partorire, e scopre tramite questa visione che i Piaceri, fino a quel momento ritenuti un dono fine a sé stesso per rendere gradevole l'unione tra uomo e donna, sono invece il cardine della riproduzione della specie umana, tramite l'unione delle essenze maschili e femminili.
- Le Iene: sebbene non facciano parte delle immagini ricorrenti nei suoi sogni, Ayla detesta le iene, e le collega a tutto ciò che è malvagio, disgustoso e corrotto. Questo sentimento irrazionale è legato al ricordo delle iene che tentarono di uccidere Brac, il figlioletto di Brud, che lei salvò rivelando però in questo modo la sua abilità con la fionda, fino ad allora mantenuta segreta in quanto proibita dalle leggi del Clan. Tutti i problemi causati successivamente da tale rivelazione - la prima Maledizione di Morte, l'odio accresciuto di Brud che sarebbe poi sfociato nello stupro - l'hanno portata ad odiare, per estensione, le iene in generale, benché lei stessa sia consapevole del fatto che si tratta di un comportamento talvolta assurdo. Le iene si sono rese protagoniste, durante la prima parte della sua vita nella valle, di due attacchi ad Hinni ancora piccola, che hanno accresciuto il suo rancore verso la loro specie. Ayla, per associazione di idee, le paragona a tutti coloro nei quali avverte sentimenti cattivi ed intenzioni malvagie.

## Linguaggio
Ayla è stata cresciuta con gli usi del Clan, che comunicano con un linguaggio basato su segni e posture, anziché su parole, senza ridere, sorridere e senza piangere, espressioni ritenute fuori luogo - quando non aggressive o maleducate - dai membri del popolo che l'ha allevata.
Tale necessità le ha fatto dimenticare la propria lingua di origine, e di conseguenza il concetto stesso di lingua parlata, che ritrova per la prima volta dopo anni quando apprende lo Zelandoni da Giondalar.
Nonostante Ayla successivamente sviluppi una vera e propria abilità nell'apprendere e parlare nuovi linguaggi, manterrà sempre una sorta di accento insolito che la renderà straniera presso ogni popolo con il quale entrerà in contatto, e che spesso ne aumenterà il fascino e l'aura esotica.
In realtà, non si tratta di un accento, ma di un modo di parlare.
Infatti, poiché anche il Clan, nella lingua di ogni giorno, ha dei suoni benché assai ridotti - limitati in genere ai nomi propri o poco più - e riprodotti secondo un apparato vocale ovviamente più primitivo rispetto a quello maggiormente articolato dei Cro-Magnon, Ayla ha imparato da piccola, sostanzialmente, anche a "parlare" come loro.
Ciò fa sì che anche con i linguaggi degli Altri, lei non riesca più a riprodurre alcuni suoni, arrivando a "mangiarseli", come dice talvolta Giondalar.
In realtà, quando Ayla ed il suo compagno incontrano, nell'ultima parte del viaggio, una coppia del Clan, osservando Ayla parlare con l'uomo, usando il linguaggio gestuale e la lingua formale del Clan, Giondalar capisce che l'accento insolito di Ayla, che la rende così particolare, è solo il modo in cui lei riproduce i suoni, imparato dal Clan assieme al loro linguaggio.
Ayla ha quindi, semplicemente, l'accento - o meglio, la maniera di parlare - del Clan stesso.

## Invenzioni ed abilità
Nel corso della serie, sono molte le innovazioni che vengono attribuite ad Ayla, e successivamente anche a Giondalar, effettivamente fatte attraverso i secoli della preistoria umana.
Sebbene spesso l'eccezionale intelligenza di Ayla venga scambiata per un talento sovrannaturale, molte di queste invenzioni sono in realtà frutto di ragionamento e di una buona capacità di osservazione, unite a periodi di solitudine che l'hanno resa propensa ad imparare, oltre che della capacità di apprendimento sviluppata con il Clan per compensare la mancanza delle "memorie", che le consente di imparare qualsiasi cosa le venga mostrata una o due volte al massimo.
- Uso della Fionda: quando impara ad usare la fionda, poiché la caccia è proibita alle donne del Clan, Ayla decide di cacciare solo i predatori, quindi gli animali carnivori, in quanto non sono ritenuti cibo. Infatti, poiché se avesse ucciso un animale da preda non avrebbe potuto portarlo alla caverna, sprecandolo e lasciandolo quindi agli animali cacciatori con il rischio di attirarli vicino alla loro abitazione, la ragazza stabilì - e trovando per questo un segno di approvazione del suo Totem, un piccolo fossile - di uccidere quelli che erano i concorrenti diretti del Clan nella caccia. La giovane donna abbatterà quindi predatori anche di grosse dimensioni - con la fionda si possono uccidere animali fino alla stazza della iena - sviluppando quindi molto rapidamente, grazie al confronto con prede assai più pericolose di quelle canoniche, velocità, abilità e destrezza nell'uso dell'arma, divenendo in sostanza la migliore tiratrice del Clan.
- Tecnica delle Due Pietre: dopo esser stata quasi ferita da una lince quando la manca nel suo apprendistato con la fionda, Ayla sviluppa da sola una tecnica per ricaricare istantaneamente l'arma dopo un lancio, per l'uso immediato nel caso il primo colpo non vada a segno.
- Reggiseno: Ayla è la sola donna del Clan cui è permesso cacciare, con il titolo di Donna che Caccia, seppure limitata all'uso della fionda ed alle piccole e medie prede. Quando cresce e sviluppa, trova che il seno voluminoso le impedisce la mobilità e la velocità. Notando il perizoma degli uomini attorno ai fianchi, Ayla inventa una fascia per tenere fermo il seno durante la corsa, legandola dietro la schiena.
- Acconciatura di Treccine: nella prima parte della sua vita nella valle, Ayla sperimenta una nuova acconciatura. Infatti, imparando a spazzolare Hinni con un frutto del cardo, simile ad una spazzola naturale, applica rapidamente la tecnica anche ai suoi capelli, sostituendo i rametti con cui ne sbrogliava i nodi fino a quel momento. Con i capelli ben pettinati, comincia quasi per caso ad intrecciarli, ottenendo alla fine un'acconciatura di treccine che le consente di tenerli più ordinati, in quanto sono lunghi fino alla vita, non avendoli ovviamente mai tagliati.
- Atlatl, o Propulsore: lavorando con il suo compagno Giondalar durante la sua permanenza con lei nella valle dei cavalli, Ayla sviluppò un "tiralance", ovvero un'arma in grado di conferire maggiore velocità alle lance di Giondalar, più leggere rispetto a quelle pesanti e primitive del Clan, basandosi sulle capacità di propulsione della fionda.
- Addomesticazione degli Animali: nella solitudine della sua valle, Ayla ha allevato ed addestrato una cavalla, Hinni, ed un cucciolo di leone delle caverne, Piccolo. Successivamente, alleverà allo stesso modo il puledro di Hinni, il piccolo Vento, che si affezionerà molto a Giondalar. Sebbene questa sua capacità di ottenere obbedienza dagli animali sia una delle cose che più spesso i popoli che incontra attribuiscono alla magia, Ayla comprenderà che sono l'affetto, il tempo e la pazienza, unitamente al fatto di scegliere soggetti il più possibile cuccioli, a rendere possibile l'addestramento di un animale e la sua fedeltà. Tali capacità verranno confermate nel corso della sua permanenza con i Mamutoi, quando Ayla troverà ed alleverà un cucciolo di lupo, da lei chiamato semplicemente Lupo - usando la parola Mamutoi che indica la sua specie, mentre per Hinni aveva usato il suono onomatopeico del nitrito, e per Piccolo la parola del Clan che significa "cucciolo" - e che la seguirà nel suo viaggio verso le terre Zelandoni.
- Equipaggiamento per il Cavallo: ispirata dalla capacità di Hinni di portarla in groppa, Ayla mette a punto durante la sua vita nella valle un sistema di trasporto, il travois, munito di ceste e di slitta, che le permette di stare fuori a caccia diversi giorni, e di trasportare prede e materiali alla grotta, per poi dedicarsi alla loro lavorazione e conservazione, senza la necessità di cacciare ogni giorno, organizzando così meglio il tempo a sua disposizione.
- Pietra Focaia: dopo una notte nella valle in cui si era addormentata accanto ad Hinni senza preparare il fuoco per la notte - conservandone un tizzone in caso di spegnimento improvviso - e durante la quale le iene, senza la protezione del fuoco, avevano puntato ad Hinni ed erano state cacciate a sassate dalla ragazza - non trovando la fionda dell'oscurità, le aveva prese di mira con le grosse pietre del focolare - fino all'alba, che l'aveva sorpresa sveglia ed armata di clava, Ayla si era recata alla spiaggetta del fiumiciattolo che attraversava la valle, e si era messa a fabbricare qualche attrezzo di selce, per sostituire un'ascia rotta. Prendendo un sasso senza guardare cosa fosse, Ayla si era trovata in mano un grosso blocco di pirite che, scontrando con la selce nell'atto di lavorarla, aveva prodotto delle scintille, una delle quali le aveva scottato una gamba. Provando varie volte, usando erba secca e soffiandoci sopra, la ragazza aveva scoperto la capacità delle due pietre, usate insieme, di produrre rapidamente una fiamma. Questa capacità, ignota fino a quel momento, sarà per la ragazza fonte di grande ammirazione, invidia e timore, al punto che proprio per le "pietre di fuoco", che donerà ad ogni focolare Mamutoi del Campo che la adotta, sarà definitivamente accettata tra loro.
- Decorazione degli Oggetti: il Clan non conosceva la decorazione degli oggetti a fini estetici, poiché il concetto di astrazione - ovvero la riproduzione di disegni e simboli anche a scopo prettamente artistico - era assente o poco diffuso tra gli Uomini di Neanderthal, essendo invece tipico della capacità cerebrale Cro-Magnon, in grado di osservare una figura e di riprodurla in scala, elevando un oggetto - anche solo per motivi di scambio e commercio - dalla mera funzione pratica. Nella solitudine della sua valle, Ayla trascorre molto tempo, specialmente in inverno, a fabbricare oggetti, e la sua naturale capacità di osservazione, unita all'astrazione che - pur non avendola mai coltivata - è insita nel suo cervello maggiormente evoluto, la porteranno a sperimentare - non conoscendo ancora la colorazione mediante tintura - accostamenti di materiali diversi, sfruttando il contrasto tra le tinte naturali.
- Lavorazione della Pelle: Ayla ama lavorare le pelli sin dalla sua vita con il Clan, attività nella quale è molto brava. Mentre il metodo del Clan conferisce alle pelli lavorate una particolare morbidezza, Ayla apprende in seguito, con la permanenza tra i Mamutoi, anche l'impermeabilizzazione e la tintura, imparando a tingere le pelli inizialmente di rosso - colore sacro al Clan - ed in seguito di bianco - colore sacro al Focolare della Gru, facente parte del Campo Mamutoi che la adotta. Essendo un procedimento lungo e laborioso, Ayla preparerà una sola tunica di colore bianco, decorata con code di ermellino dello stesso colore, che porterà con sé per tutto il viaggio di ritorno alle terre Zelandoni, e che donerà a Giondalar per le loro nozze.
- Ago da Cucito: Ayla ha provato e fallito nell'imparare le tecniche di cucito dei Mamutoi, soprattutto per quel che riguarda la decorazione con le perline, attività che in genere le piccole Mamutoi imparano dall'infanzia. Riesce ad ovviare a questa mancanza ideando un osso affilato con un buco terminale, che chiama "tirafilo", per portare un filo di tendine attraverso il cuoio invece di creare i buchi con un punteruolo e spingere il filo con un altro attrezzo. Sebbene tale metodo faciliti notevolmente il lavoro di cucito, la decorazione con perline rimarrà un punto debole di Ayla, che non riuscirà mai ad impararla a dovere e che quindi la lascerà perdere, preferendo dedicarsi a lavorazione, cucito e tintura delle pelli.
- Punti di Sutura: quando Ayla incontra per la prima volta Giondalar la sua gamba è stata lacerata da un leone delle caverne, fino al punto dove il muscolo si aggancia all'osso. Ayla comprende che per guarire correttamente, è necessario che il muscolo venga rimesso in sede, o non potrà recuperare la sua mobilità. Notando come i vestiti dell'uomo - nello stile tipico del suo popolo, ma poco familiari per lei - siano formati da pezzi sagomati tenuti insieme con cinghie e lacci, ha l'idea di ricucire letteralmente la sua gamba, ricostruendone artificialmente la struttura, attraverso fori praticati nella pelle e nel muscolo con un punteruolo affilato ed unendo quindi i fori con sottili fibre vegetali, poi sfilate attraverso la pelle a guarigione avvenuta. Quando Ayla già vive con gli Zelandoni, e Lupo viene ferito quasi a morte in una lotta con un lupo selvaggio, Ayla estenderà e migliorerà questa tecnica usando il "tirafilo", l'ago da cucito, per cucire le sue ferite. Come ovvio, entrambi i pazienti si rimetteranno completamente.
- Conoscenze Mediche e Capacità di Diagnosi: quando Iza inizia ad insegnare ad Ayla le pratiche medicinali del Clan, l'innata inclinazione della bambina per quest'arte spingerà Iza a ritenere che Ayla possa far parte di una stirpe di Donne Medicina degli Altri. Infatti, sebbene Ayla non possa memorizzare tutta la conoscenza medica del Clan, poiché non ne ha le memorie ancestrali, la sua capacità mnemonica unita all'abilità di ragionare in modo intuitivo, la rendono in grado di riconoscere le cause delle malattie e di trattarle in modo appropriato. Poiché le conoscenze mediche del Clan sono antichissime, spesso le doti di guaritrice di Ayla si riveleranno ben superiori a quelle degli sciamani degli Altri, in quanto la donna conosce preparati fitoterapici assai avanzati e pressoché sconosciuti tra i popoli degli Altri, come ad esempio gli infusi con proprietà contraccettive - uno dei quali noto solo alla stirpe di Iza - ed alcune preparazioni con sostanze psicoattive, come la Radice Rituale del Clan.

## Una donna ricca
Benché le sue origini la espongano sovente allo scherno ed alla messa in dubbio della sua posizione sociale, le capacità di Ayla nella produzione di oggetti, pellicce, armi ed arredi, espresse anche nella capacità organizzativa che le consente di avere il tempo necessario per abbellirle aumentandone così il valore, fanno sì che la ragazza venga quasi sempre apprezzata dai popoli con i quali entra in contatto, e che la gente sia felice di scambiare con lei oggetti e conoscenze.
La sua generosità e disponibilità nel mettere a disposizione capacità, nozioni e rimedi, fanno inoltre sì che la giovane sia spesso oggetto di gratitudine e di doni di valore, come la tunica nuziale che le viene regalata alla sua partenza dal popolo Mamutoi, praticamente ricoperta in alcuni punti di sole perline scolpite e fatta con pelle della migliore qualità, caratteristiche che la rendono un oggetto di valore pressoché incalcolabile, in un mondo dove ancora non esisteva, ovviamente, il concetto di denaro.
Questa sua "ricchezza", intesa quindi secondo l'epoca come abilità, capacità intellettiva e gestione del tempo nella fabbricazione di oggetti e nell'applicazione ed estensione delle conoscenze tramite studio e lavoro personale, purtroppo non le attirerà solo simpatie ed approvazione, ma anche invidie e cattiverie, spesso da soggetti avidi, profittatori o svogliati, che oltre a non apprezzarne l'impegno profuso, vedono nell'attenzione che lei ottiene dalle posizioni sociali più elevate - arrivando a goderne a propria volta - quasi un torto nei loro confronti.

## Occupazione
Sebbene alla fine si trovi quasi per caso o per circostanze ad essere annoverata tra gli sciamani, il compito che Ayla sente più suo è quello di guaritrice, o Donna Medicina.
Infatti, mentre nel Clan dell'Orso delle Caverne il ruolo di sciamano era diviso da quello della Donna Medicina - uomo il primo, donna la seconda - nei popoli degli Altri questi due ruoli coincidono, quindi se non entrasse nella cerchia degli sciamani, non potrebbe più esercitare l'arte di guarire, o comunque verrebbe interpellata con meno tempestività.
Tale ruolo, appreso dalla madre adottiva Iza nel Clan, e poi approfondito attraverso esperienza personale, studio ed esperimenti vari anche e soprattutto su sé stessa, le procurerà grande prestigio presso tutti i popoli con i quali entrerà in contatto, e le permetterà di salvare più di una vita, oltre che di migliorare l'esistenza di moltissime persone.

## Prediletta dagli spiriti
Presso il Clan dell'Orso delle Caverne, Ayla viene considerata "prediletta dagli Spiriti", poiché è a lei che viene mostrata per prima la caverna del Clan, ed in molte occasioni riesce, in modo - per il Clan - inspiegabile, a salvare delle vite ed a sopravvivere - come quando torna dalla Maledizione di Morte - contro ogni previsione.
Molti membri del Clan, Brun per primo, la considerano, per la sua diversità, come "un segno dato dal Totem", una sorta di amuleto vivente.
Per questo motivo, quando dopo la Maledizione di Morte scagliata da Brud, si scatenerà un terremoto che distruggerà la caverna, saranno in molti a pensare che Brud abbia scatenato la collera degli Spiriti, maledicendo la loro favorita.

## Rapporti con l'altro sesso
Una grande difficoltà, per Ayla, è stata il trovare un equilibrio nei rapporti con l'altro sesso, quindi con gli uomini degli Altri.
Cresciuta in una società dove la donna era tenuta a soddisfare il desiderio sessuale di ogni uomo che gliene comunicasse il "bisogno", indipendentemente che fosse o meno il proprio compagno, e dove il piacere e l'opinione della femmina non avevano la benché minima importanza, ha fatto molta fatica a comprendere il proprio "diritto" di negarsi ad un uomo, qualora lui le avesse fatto capire il suo desiderio di accoppiarsi con lei.
Nei primi tempi con Giondalar, infatti, lui le aveva detto che il suo "segnale" era il bacio, ed Ayla, certo per ingenuità, l'aveva interpretato pensando che qualunque uomo l'avesse baciata, avrebbe avuto il diritto di dividere i "piaceri" con lei, come era accaduto con Ranec nella sua adozione tra i Mamutoi.
Questo pensiero, ovviamente ancora retaggio della sua educazione con il Clan, si rivelerà naturalmente errato, specie quando Ayla scoprirà, prima tramite Mamut e poi tramite Zelandonai, che sebbene la promiscuità sia accettata senza problemi anche tra gli Altri, qui con pari diritti tra uomo e donna, una donna che divida i "piaceri" con molti uomini diversi - a meno che non si tratti di motivi rituali, come accade per le Donne Donai - non arriva a godere di una buona nomea dal punto di vista sociale, esattamente come un uomo che faccia la stessa cosa con molte donne, ma senza impegnarsi con nessuna, senza costruirsi un focolare o peggio ancora trascurando il proprio.
Un ulteriore peggioramento della situazione di Ayla nel campo dei rapporti con gli uomini avviene se lei, come ad esempio accade nelle "Feste della Madre", beve troppo, poiché l'eccesso di alcool la porta ad essere eccessivamente disinvolta e con uno scarso controllo delle proprie reazioni, cosa che può renderla vittima consenziente dei desideri altrui, con una capacità di ribellione - qualora necessaria - molto ridotta.
Anche quando assumerà il ruolo di Zelandonai, Ayla andrà incontro ad un nuovo equivoco, pensando che la sua posizione rituale la obblighi a rendersi "disponibile" ai desideri maschili, senza il diritto di esercitare una preferenza personale.
Il fatto che Ayla sia molto bella, e quindi molto desiderata fin dal momento in cui entra in contatto con i suoi simili, complica ulteriormente le cose.
Alla fine, dopo molte situazioni di imbarazzo e confusione che spesso saranno motivo di scontro e di incomprensione con Giondalar, la giovane donna deciderà, imitata dal compagno, di avere rapporti solo con lui, praticando quindi una fedeltà assoluta verso l'uomo con il quale ha scelto di dividere la vita. 

## Posizione sociale
Dall'inizio della saga, Ayla maturerà progressivamente una posizione sociale d'alto rango, arrivando fino alle cerchie più alte della società Zelandoni, ove si trovano sciamani e capi.
Il suo nome completo, da Ayla di Nessuna Gente come si presenterà ai Mamutoi, alla fine sarà:
Zelandonai della Nona Caverna degli Zelandoni, già Ayla della Nona Caverna degli Zelandoni, già Ayla del Campo del Leone dei Mamutoi, Figlia del Focolare del Mammut, scelta dal Leone delle Caverne, protetta dal Grande Orso delle Caverne, compagna di Giondalar della Nona Caverna degli Zelandoni, maestro tagliatore di selce, fratello di Gioarran, Capo della Nona Caverna degli Zelandoni, figlio di Martona, già capo della Nona Caverna degli Zelandoni, nato al Focolare di Dalanar, maestro tagliatore di selce, già capo della Nona Caverna degli Zelandoni, Capo e Fondatore del Popolo Lanzadoni, amica dei cavalli Hinni e Vento e del cacciatore quadrupede Lupo.

## L'amuleto
Quando Ayla viene raccolta dal Clan dell'Orso delle Caverne, come ogni bambino del Clan riceve un amuleto, sebbene lei sia più grande dell'età canonica in cui i bimbi del Clan lo ricevono.
Tale oggetto è costituito da un semplice sacchetto di pelle, chiuso da un laccio che le consente di portarlo al collo, con all'interno un pezzettino di ocra rossa solidificata, simbolo del sangue della nascita per il Clan.
Nel corso degli anni, come da tradizione del Clan, Ayla vi inserirà i piccoli oggetti che il suo Totem utilizzerà per comunicarle la sua approvazione per le sue scelte in alcuni momenti cruciali del suo percorso di vita.
Quando viveva con il Clan, Ayla nei momenti di difficoltà spesso stringeva con forza l'amuleto, cosa che le attirava la benevolenza degli altri, in quanto veniva vista come devozione verso gli Spiriti.
Tale gesto rimarrà per Ayla, anche negli anni successivi e dopo aver appreso del Culto della Madre, comunque un gesto abituale, poiché la ragazza non smetterà mai di avere fiducia nel suo Spirito Protettore.
Quando viene adottata dai Mamutoi, Ayla sostituisce il sacchetto ormai logoro con una "borsetta da cucito" che le viene donata proprio in occasione dell'adozione, pressoché delle stesse dimensioni.
L'unico momento in cui Ayla non indosserà l'amuleto sarà in occasione delle sue nozze, poiché stonerebbe con l'abbigliamento.
In tale occasione, lo affida alla sciamana, che lo ripone al sicuro in una nicchia dove si trova anche una statua sacra della Madre.

## Figli
- Durc: primo figlio di Ayla, il cui padre è Brud, Durc è nato quando Ayla aveva undici anni, risultato dei ripetuti stupri di Brud nel suo tentativo di esercitare il controllo su Ayla. A causa del suo aspetto Cro-Magnon, il Clan pensa inizialmente che Durc sia deforme, anche se poi risulterà chiaro che l'aspetto inconsueto del bambino è legato all'unione dei tratti somatici delle due razze. Durc presenta infatti le sopracciglia pronunciate e l'ossatura robusta del Clan, come le gambe arcuate e la pancia prominente, ma anche il collo sottile, la fronte spaziosa ed il mento pronunciato di Ayla. Nato con l'apparato vocale dei Cro-Magnon, Durc può parlare sia il linguaggio del Clan sia il linguaggio verbale, e sin da piccolo emette molti vocalizzi, caratteristica probabilmente andata perduta dopo la scomparsa della madre. È in grado anche di ridere e sorridere, ma non di piangere, poiché ha la struttura oculare del Clan. Durante la malattia di Iza, che porterà alla sua morte, Ayla perde il latte materno e Durc viene allattato dalle altre madri del Clan. Come risultato, Durc usa il segno "madre" per ogni donna del Clan, ma riserva la parola pronunciata "mamma" per Ayla, che sebbene non la ricordi - è l'ultima parola che pronuncia quando assiste, urlando, alla scomparsa della tenda dei genitori nel terremoto - si commuove ogni volta che gliela sente dire. Vivace e di buon carattere, è amato da tutti e stringe un buon legame con Brac, senza sapere di esserne il fratellastro. Quando Brud costringe Ayla ad andarsene, Durc viene da lei affidato alle cure della sorella adottiva Uba - figlia naturale di Iza, sua madre putativa - e sotto la protezione del vecchio capotribù, Brun. Prima di morire, Creb è giunto a credere che Durc fosse il dono di Ayla al Clan, per assicurarsi che alcune vestigia del Clan sopravvivessero quando la loro razza fosse scomparsa.

- Gionayla: seconda figlia Ayla, il cui padre è Giondalar, Gionayla viene concepita dopo la discesa dal ghiacciaio che fa da spartiacque tra le terre degli Zelandoni e dei Lanzadoni e quelle successive, poco prima del loro arrivo tra gli Zelandoni. Molto somigliante ad Ayla, ha il sorriso di sua madre - che Giondalar definisce "abbagliante" - ed i capelli e gli occhi chiari come il padre. Molto vivace e socievole, mostra sin da piccola una certa capacità di riflessione, ed una buona inclinazione verso gli animali. La storia si conclude che Gionayla è ancora molto piccola, quindi il personaggio non gode di grande approfondimento.

## Le origini di Ayla
Sebbene Ayla impari rapidamente la lingua Zelandoni, ciò non fa pensare che la giovane potesse appartenere a qualche tribù a loro affine. 
Infatti, la capacità di Ayla di imparare le lingue è semplicemente frutto della sua intelligenza e dello sviluppo negli anni con il Clan delle sue capacità mnemoniche, così da ovviare alla mancanza delle "memorie" rispetto alle altre bambine del Clan.
Tra le tribù incontrate nel corso del loro viaggio, le caratteristiche fisiche di Ayla non troveranno mai riscontri o somiglianze tali da ipotizzare una parentela con qualche popolo in particolare, così come nessuno la riconoscerà tramite somiglianze o ricordi legati a persone partite per viaggi e mai più tornate - come spesso accadeva - e nessuno si ricorderà mai di qualcuno che fosse partito e che non avesse più fatto ritorno, che possa essere riconducibile per storia, parentele e somiglianza a lei.
Durante il Raduno Estivo dei Mamutoi, verrà fatto un accenno alle "tribù orientali", facendo intendere che possano esistere altri popoli, situati più verso Est, ai quali lei potrebbe appartenere, ma senza certezze.
Il popolo di origine di Ayla, così come la sua lingua originale e le sue usanze di appartenenza, rimarranno quindi avvolti nel mistero anche alla fine della saga.

## Trasposizione cinematografica
Ayla è stata rappresentata da Daryl Hannah nel film del 1986 Cro Magnon: odissea nella preistoria.
Il film vede tra le sue interpreti l'attrice Janne Mortil nel ruolo di Ovra, una ragazza del Clan che adotta la protagonista, e viene citato come una delle sue partecipazioni più prestigiose a livello cinematografico.

## Curiosità
Il personaggio letterario di Ayla - ovviamente ridimensionato a livello cinematografico per esigenze di copione - è stato più volte considerato simbolico dal punto di vista del femminismo contemporaneo.
Ha ricevuto persino il plauso di Hillary Clinton, che si è dichiarata in un'intervista un'appassionata della saga di Jean M. Auel.
Molti i siti che ne parlano, soprattutto evidenziandone le caratteristiche di emancipazione quando la protagonista si trova prima ad aver a che fare con il Clan Neandertaliano che la adotta, patriarcale ed oppressivo nei confronti della figura della donna, ed in seguito quando, venuta a contatto con la sua etnia di origine, si trova a fare i conti con il pregiudizio, il razzismo, la menzogna e l'ambizione, fino a quel momento a lei sconosciuti.
La sua capacità di rimanere fedele a sé stessa ed alle proprie idee, ed il rifiuto più volte confermato di mentire sul proprio passato, ne fa ancora oggi, senza dubbio, uno dei personaggi più apprezzati del genere fantasy-preistorico.
L'economista Daniela Degan, libera ricercatrice e studiosa di Femminino Sacro e Spiritualità della Dea Madre, ha pubblicato sulla sua pagina web un'intervista immaginaria con lei, citata anche da Francesca Bianchi nel suo articolo "Il Respiro Profondo di una Nuova Era".